# Souffelweyersheim
Souffelweyersheim es una comuna de Francia del departamento de Bajo Rin (Bas-Rhin), en la región de Alsacia. Forma parte de la Comunidad urbana de Estrasburgo.
- Datos: Q22505
- Multimedia: Souffelweyersheim / Q22505

1. ↑  Worldpostalcodes.org, código postal n.º 67460.
2. ↑  INSEE, Datos de población para el año 2012 de Souffelweyersheim (en francés).